# Deutscher Filmpreis du meilleur acteur
Le Deutscher Filmpreis du meilleur acteur est une catégorie de prix des Deutscher Filmpreis et récompense le meilleur acteur (anciennement Meilleure performance masculine).
De la fin des années 1960 à 1996, la catégorie a été remplacée par le prix de la Meilleure performance, sans distinction entre les rôles principaux et de soutien.
Depuis 1997, les prix sont à nouveau séparés en rôles principaux et secondaires.

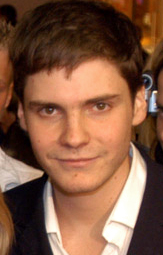
Daniel Brühl.

Depuis 1997, le prix du meilleur acteur est à nouveau divisé en prix principal et dans un second rôle. Les lauréats reçoivent la statuette "Lola" depuis 1999 ainsi qu'un prix de 10 000 euros. Auparavant, la récompense était le Filmband in Gold.
Daniel Brühl, OW Fischer et Heinz Rühmann ont remporté le prix à deux reprises. Ulrich Noethen, August Diehl, Jürgen Vogel et Josef Bierbichler ont obtenu le plus grand nombre de nominations depuis l’introduction du mode de nomination pour cette catégorie en 1997 (trois chacun, dont un gagnant).

## Lauréats de 1954 à 1970
| Année | Lauréat              | Titre                                                        |
| ----- | -------------------- | ------------------------------------------------------------ |
| 1954  | René Deltgen         | Le Chemin sans retour (Weg ohne Umkehr)                      |
| 1955  | O. W. Fischer        | Louis II de Bavière (Ludwig II: Glanz und Ende eines Königs) |
| 1956  | Wolfgang Preiss      | Le 20 Juillet (Der 20. Juli)                                 |
| 1957  | Heinz Ruehmann       | Le Capitaine de Köpenick (Der Hauptmann von Köpenick)        |
| 1958  | Hannes Messemer      | La Nuit quand le diable venait (Nachts, wenn der Teufel kam) |
| 1959  | O. W. Fischer        | Les soldats ne sont pas de bois (Helden)                     |
| 1960  | Walter Giller        | Des roses pour le procureur (Rosen für den Staatsanwalt)     |
| 1961  | Heinz Ruehmann       | Das schwarze Schaf                                           |
| 1962  | Richard Münch        | Das Wunder des Malachias                                     |
| 1965  | Wolfgang Kieling     | Polizeirevier Davidswache (de)                               |
| 1967  | Hans-Dieter Schwarze | Alle Jahre wieder                                            |
| 1968  | Alexander May        | Tatouage                                                     |
| 1969  | Prix non attribué    | Prix non attribué                                            |
| 1970  | Klaus Löwitsch       | Mädchen mit Gewalt                                           |

## Lauréats depuis 1997

### Années 1990
- 1997 : Jürgen Vogel pour La vie est un chantier (Das Leben ist eine Baustelle)
  - Heiner Lauterbach pour Rossini (Rossini – oder die mörderische Frage, wer mit wem schlief)
  - Kai Wiesinger pour 14 Jours à perpétuité (14 Tage lebenslänglich)
- 1998 : Ulrich Noethen pour Comedian Harmonists
  - Uwe Ochsenknecht pour Weihnachtsfieber
  - Jürgen Tarrach (de) pour Die Musterknaben
- 1999 : August Diehl pour 23 (23 – Nichts ist so wie es scheint)
  - Bruno Cathomas pour Viehjud Levi
  - Michael Gwisdek pour Rencontres nocturnes (Nachtgestalten)

### Années 2000
- 2000 : Uwe Ochsenknecht pour Le football est notre vie (Fußball ist unser Leben)

Joachim Król – La Chanson du sombre dimanche (Gloomy Sunday - Ein Lied von Liebe und Tod)
Jürgen Tarrach (de) – Drei Chinesen mit dem Kontrabass et Schnee in der Neujahrsnacht
- 2001 : Moritz Bleibtreu pour L'Expérience (Das Experiment) et Julie en juillet (Im Juli)

Marek Harloff – Vergiss Amerika 
Robert Stadlober – Crazy
- 2002 : Daniel Brühl pour Nichts bereuen, Vaya con Dios et Das weisse Rauschen

Ulrich Noethen – Das Sams
Antonio Wannek – La Falaise (Der Felsen) et Wie Feuer und Flamme 
- 2003 : Daniel Brühl pour Elefantenherz et Good Bye, Lenin!

Andreas Schmidt – Pigs Will Fly
Jürgen Vogel – Scherbentanz
- 2004 : Birol Ünel pour Head-On (Gegen die Wand)

Josef Bierbichler – Hierankl
Horst Krause – Schultze Gets the Blues 
- 2005 : Henry Hübchen pour Monsieur Zucker joue son va-tout (Alles auf Zucker!)

August Diehl – Der neunte Tag 
Bruno Ganz – La Chute (Der Untergang)
Ulrich Matthes – Le Neuvième Jour (Der neunte Tag)
- 2006 : Ulrich Mühe pour La Vie des autres (Das Leben der Anderen)

Moritz Bleibtreu – Les Particules élémentaires (Elementarteilchen])
Milan Peschel – Tout ira bien (Netto) 
- 2007 : Josef Bierbichler pour Winterreise

Karl Markovics – Les Faussaires (Die Fälscher) 
Jürgen Vogel – Le Libre Arbitre (Der freie Wille) 
- 2008 : Elmar Wepper pour Cherry Blossoms (Kirschblüten – Hanami)

Matthias Brandt – L'Un contre l'autre (Gegenüber)
Ulrich Noethen – Ein fliehendes Pferd
- 2009 : Ulrich Tukur pour John Rabe, le juste de Nankin (John Rabe)

Josef Bierbichler – Im Winter ein Jahr
Denis Moschitto – Chiko

### Années 2010
- 2010 : Burghart Klaußner pour Le Ruban blanc (Das weiße Band)

Fabian Hinrichs – Schwerkraft
Henry Hübchen – Whisky mit Wodka (de)
Devid Striesow – So glücklich war ich noch nie (de)
- 2011 : Florian David Fitz pour Vincent, ses amis et sa mer (Vincent will Meer)

August Diehl – Qui, à part nous (Wer wenn nicht wir)
Alexander Fehling – Young Goethe in Love (Goethe!)
- 2012 : Milan Peschel pour Pour lui (Halt auf freier Strecke)

Peter Schneider – Une cabane au fond des bois (Die Summe meiner einzelnen Teile)
Ronald Zehrfeld – Barbara
- 2013 : Tom Schilling pour Oh Boy

Edin Hasanovic – Schuld sind immer die Anderen (de)
Sabin Tambrea – Ludwig II.
- 2014 : Dieter Hallervorden pour Sein letztes Rennen (de)

Sascha Alexander Geršak – 5 Jahre Leben (de)
Hanno Koffler – Free Fall (Freier Fall)
- 2015 : Frederick Lau pour Victoria

Christian Friedel – Elser, un héros ordinaire (Elser – Er hätte die Welt verändert)
Hanno Koffler – Un amour violent (Härte)
- 2016 : Peter Kurth pour Herbert (de)

Burghart Klaußner – Fritz Bauer, un héros allemand (Der Staat gegen Fritz Bauer)
Oliver Masucci – Il est de retour (Er ist wieder da)
- 2017 : Peter Simonischek pour Toni Erdmann

Lars Eidinger – Les Fleurs fanées (Die Blumen von gestern)
Bruno Ganz – In Zeiten des abnehmenden Lichts (de)
- 2018 : Franz Rogowski pour Une valse dans les allées (In den Gängen)

Andreas Lust – Casting 
Oliver Masucci – HERRliche Zeiten (de)
- 2019 : Alexander Scheer pour Gundermann

Rainer Bock – Atlas 
Jonas Dassler – Golden Glove (Der Goldene Handschuh)

### Années 2020
- 2020 : Albrecht Schuch pour Benni (Systemsprenger)

Jan Bülow pour Lindenberg! Mach dein Ding
Welket Bungué pour Berlin Alexanderplatz
- 2021 : Oliver Masucci pour Enfant terrible

Jannis Niewöhner pour Je suis Karl
Dan Stevens pour I'm Your Man (Ich bin dein Mensch)